# 高崗
高 崗（こう こう、1905年10月25日 - 1954年8月17日）は、中華人民共和国の政治家。もとの名は高崇德で、字は碩卿。中華人民共和国中央人民政府副主席や国家計画委員会主席、中国共産党中央政治局委員などの要職を務めたが、毛沢東や劉少奇、周恩来との権力闘争に敗れて自殺した。

## 生涯
陝西省楡林市横山県に生まれる。1926年、中国共産党に入党。その後、党歴や軍歴を重ね、1930年代の第一次国共内戦では中国西北部で習仲勲らとともに革命根拠地を建設するなどの活躍を見せた。1945年6月、第7期党中央委員会第1回全体会議（第7期1中全会）で中央政治局委員に選出される。第二次国共内戦が始まると、中国東北部（満州）で活動し、党中央東北局第一書記、東北人民政府主席、東北軍区司令員（司令官）兼政治委員を務め、東北部の党・政・軍を一手に掌握した。1948年には中華人民共和国の建国に先駆けて、「ソ連・東北人民政府貿易協定」を結ぶなど、独自の地方運営を行い、ヨシフ・スターリン率いるソビエト連邦との関係を深めていった。
1949年10月1日に中華人民共和国が建国されると、高崗は中央人民政府副主席に任命された。さらに東北行政委員会主席を兼任し、引き続き東北地方を掌握した。1950年6月の朝鮮戦争の勃発に際しては、朝鮮への物資支援業務を一任された。開戦当初、中国指導部では軍の即時出兵を巡って議論が重ねられており、高崗は林彪らと共に中国軍の即時出兵に反対の立場をとっていた。大論争の末、出兵の最終決定がなされた10月5日の政治局拡大会議に高崗は欠席している。10月8日、中央人民政府人民革命軍事委員会主席である毛沢東の名義によって発せられた「中国人民義勇軍の設立に関する命令」で、後方支援の全権責任者に正式に任命された。
1951年10月、中央人民政府人民革命軍事委員会副主席を兼任。翌年、これまで活動の拠点としていた東北部から北京に移り、11月15日、新設された中央人民政府国家計画委員会の主席に就任、ソ連方式の経済建設の陣頭指揮をとることとなった。
1953年1月より、高崗率いる国家計画委員会の主導で第一次五カ年計画が発動された。中央人民政府主席兼中国共産党中央委員会主席として中華人民共和国の最高指導者の地位にあった毛沢東は向ソ一辺倒を標榜し、8月には「過渡期の総路線」を提唱して段階的社会主義化を提示した。毛沢東の方針の下、ソ連との結びつきの強い高崗が中心となって、ソ連型社会主義をモデルに中華人民共和国の国家建設が進められた。

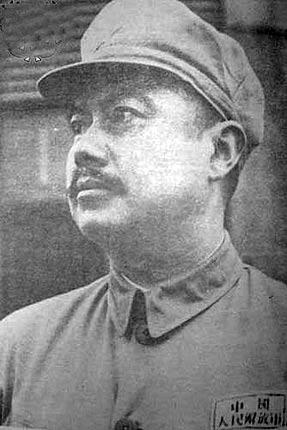
饒漱石

しかし、早くもこの年、後の脱ソ連・反ソ連につながる権力闘争が始まった。すなわち、高崗が党のナンバー2である劉少奇や政務院総理（首相）の周恩来の中央指導に反対し、自らそれに取って代わろうとして、この年の6月から12月にかけて様々な陰謀を仕掛けたというのである。高崗が劉少奇や周恩来から奪権を謀ったのか、真偽は不明だが、日本の現代中国政治学者である天児慧の指摘によれば、1952年12月に毛沢東が病気療養のために党務から離れ、劉少奇が党主席代理として党務を取り仕切った際に高崗が劉を批判し、同月24日に党務に復帰した毛が中央政治局会議において「北京には二つの司令部がある。私の司令部と別の人物の司令部だ」と発言して、暗に高崗とその仲間の饒漱石を非難したという。1954年2月、第7期4中全会が開かれた。この会議は毛沢東の提案によって劉少奇が主宰することになった。そして高崗と饒漱石は、この会議において朱徳・周恩来・鄧小平・陳雲らによって「反党分裂活動を起こした」と厳しく批判され、失脚に追い込まれた。いわゆる「高崗・饒漱石事件」である。1953年3月にはスターリンが死去しており、さらにスターリンと緊密だった高崗が失脚すると、毛沢東の経済政策は脱ソ連化が進んでいった。
高崗は第7期4中全会の最中に自殺未遂を起こし一命を取り留めたが、結局1954年8月17日に服毒自殺した。翌年3月31日、党全国代表者会議において鄧小平主導の下に「高崗・饒漱石反党連盟に関する決議」が採択され、高崗は東北部を「独立王国たらしめようとした」と批判されて党籍を剥奪された。